# Ñengo Flow
Ñengo Flow, pseudonimo di Edwin Laureano Rosa Vázquez Ortiz (San Juan, 15 ottobre 1981), è un cantante e rapper portoricano.

## Biografia
Edwin Rosa Vázquez è nato a Río Piedras, un quartiere di San Juan, ed è cresciuto a Bayamón. Perde suo padre in giovane età  e crescerà con sua madre e sua sorella nel barrio  “Valencia” a Bayamon, si appassionerà per la musica dove si noterà fin da subito il suo talento e verrà aiutato ad emergere nella scena urbana di Porto Rico e inizierà a collaborare con vari artisti della scena del momento. Nel 2004 uscirà il suo primo video “Ven Aqui Nena” in collaborazione con Los Labios e collaborerà con il singolo “Tu Cuerpo Me Esta Tentando” con  Hector El Father per il suo album. 
Nengo Flow nel 2005 debutta con il suo primo album in studio “Flow Callejero” ci sono all’interno vari featuring con vari esponenti della scena portoricana: Don Omar,Julio Voltio,Baby Rasta,Cuban Link e altri. Nel 2008 esce con il mixtape “El Combo Que no se Deja”.

### La Svolta Internazionale
Nel 2010 arriva la svolta internazionale con singoli come “Matador” con Jory Boy e “Que Quieres De Mi”” con Gotay. Nel 2011 esce il suo secondo album “Real G4 Life” con cui avrà successo e si farà conoscere a livello internazionale, con all’interno uno dei suoi singoli più visti su YouTube “En Las Noches Frìas”. Nel 2012 esce il suo terzo album “Real G4 Life 2” con all’interno il singolo di successo e video più visti su YouTube della sua carriera “No dices Na”, è sempre nel 2012 con il suo quarto album “ Real G 4 Life Baby, Pt. 2.5”.

### La Consacrazione
Nengo Flow diventerà anno dopo anno sempre più famoso in tutto il mondo, specialmente in America Latina e Spagna.Nel 2015 esce con il suo quinto Album “Los Reyes Del Rap” e Nel 2017 esce il suo sesto album “Real G4 Life vol.3”.Nel 2020 esce con il settimo album “The Goat”.Nel 2024 esce con il suo ottavo album in studio “Real G4 Life vol.4.

## Controversie
Tra il 2008 e il 2009 ha avuto una faida musicale con Cosculluela che hanno scatenato dei dissing tra i due artisti. È considerata da diversi ascoltatori la migliore guerra lirica della storia all'interno del reggaeton, a causa dello scontro di strada avvenuto tra entrambe le parti. Nel 2021, Cosculluela ha dichiarato in un'intervista che uno dei motivi per cui lo scontro è terminato è stato la morte di un suo fan. Nel corso del 2019, sui social i fan hanno ipotizzato accenni di Cosculluela nei confronti di Ñengo attraverso un commento pubblicato su Instagram, ma le voci su una possibile seconda guerra lirica tra i due sono state smentite, chiarendo che tra i due esponenti andava tutto bene.

## Vita Privata
È sposato con Michelle Martell dal 2005, dalla quale ha due figli: Kevin Yadiel, nato nell'ottobre 2007, e Marcos Alexander, nato nel settembre 2013.

## Discografia

### Album in studio
- 2005: Flow Callejero
- 2011: Real G4 Life
- 2012: Real G4 Life 2
- 2012: Real G4 Life|Real G 4 Life Baby 2.5
- 2020: The G.O.A.T.
- 2024: Real G 4 Life, Vol. 4

### Mixtapes
- 2008: El Combo Que No Se Deja

### Album collaborativi
- 2015: Los Reyes del Rap (con Los G4)